# Cerosterna scabrator
Cerosterna scabrator es una especie de escarabajo longicornio del género Cerosterna, subfamilia Lamiinae. Fue descrita científicamente por Fabricius en 1781.
Se distribuye por India, Madagascar, Nepal, Pakistán, Sri Lanka, Vietnam y Reunión. Mide 20-38 milímetros de longitud. El período de vuelo ocurre en los meses de enero, febrero, marzo, mayo, junio, julio, agosto, septiembre, octubre y noviembre.